# 维西塔·卡德罗夫
维西塔·艾哈迈托维奇·卡德罗夫（1989年—），原名维克托·皮加诺夫（Виκтор Пиганов），是俄罗斯联邦车臣共和国总统拉姆赞·卡德罗夫的弟弟。他自2013年开始在车臣地方政府中担任一系列要职，現任車臣共和國總統長期常務助理、共和國內務部副部長。
他於1989年出生于当时苏联車臣-印古什蘇維埃社會主義自治共和國的格罗兹尼。据媒体报道，在20世纪90年代，第一次車臣戰爭爆发后，他失去了家庭。（父亲自打他记事起就杳无音信，母亲又因病撒手人寰）。他在格罗兹尼一所收养孤儿的寄宿学校接受教育。虽然说是俄罗斯族，但他会说流利的车臣语，和学校里的其他民族孤儿关系也很要好。在2005年，卡德罗夫视察该学校的时候，认维斯塔为自己的弟弟。维斯塔被拉姆赞的母亲阿赫玛尼·卡德罗娃收养，并成为了穆斯林。之后他从苏沃洛夫军事学院毕了业，在俄罗斯海军服役了一段时间。并和一名车臣女孩结了婚。
2020年，31岁的维斯塔·卡德罗夫被哥哥任命为俄罗斯联邦車臣共和国的内务部副部長。

## 備注
1. ↑  俄語羅馬化：Visita Akhmatovich Kadyrov